# Guerre des Despenser

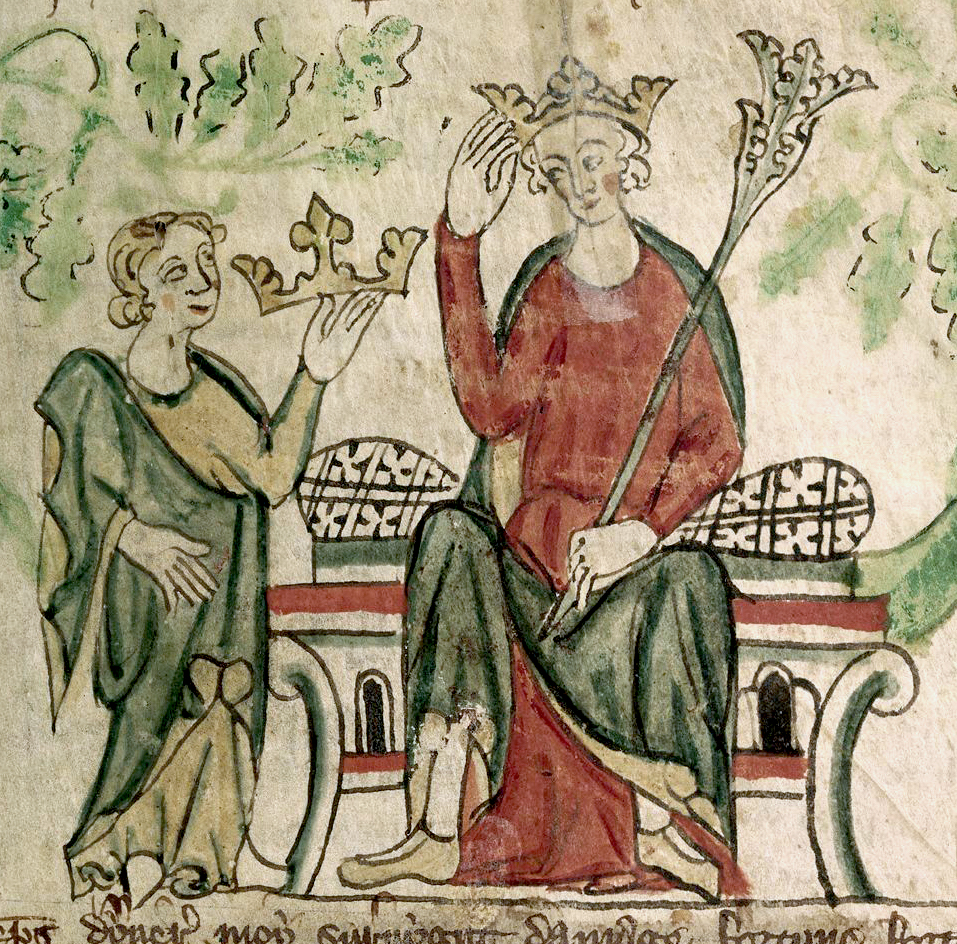
Les abus des favoris du roi Édouard II, représenté ici lors de son couronnement, sont directement à l'origine du conflit.

La guerre des Despenser est une révolte baronniale contre Édouard II d'Angleterre conduite en 1321 et 1322 par les seigneurs anglais Thomas de Lancastre, Roger Mortimer et Humphrey de Bohun. La rébellion est provoquée par les faveurs démesurées dont bénéficie Hugues le Despenser le Jeune, le favori d'Édouard.
Initialement conduit par les barons des Marches galloises, le soulèvement est rapidement rejoint par le reste de l'opposition baronniale et la campagne des rebelles à l'été 1321 aboutit à l'exil de Despenser. Toutefois, Édouard II profite d'une trêve temporaire pour rallier davantage de soutiens et remporter la victoire finale au cours d'une campagne hivernale éclair en Galles et dans le nord de l'Angleterre, qui culmine avec la bataille de Boroughbridge en mars 1322. En réponse à sa victoire, Édouard durcit son règne jusqu'à sa chute du pouvoir en 1326.

## Causes de la guerre
Dès l'avènement d'Édouard II en 1307, l'opposition des barons se manifeste en raison de son échec à reprendre l'avantage militaire contre Robert Bruce en Écosse ainsi qu'aux privilèges qu'il accorde à son favori Piers Gaveston, simple chevalier gascon insignifiant aux yeux des puissants barons anglais. L'opposition baronniale est conduite par Thomas de Lancastre, 2e comte de Lancastre, qui est le cousin du roi. Lancastre refuse d'accorder son soutien militaire en Écosse si Édouard n'accepte pas de mettre en place des réformes. Il met en place une commission qui limite les prérogatives royales : ce sont les Ordonnances de 1311. Une clause de cet accord impose l'exil permanent de Gaveston. Pourtant, dès l'année suivante, le favori fait son retour en Angleterre sur l'invitation du roi. Excédé, Lancastre capture Gaveston, le condamne pour haute trahison et le fait sommairement exécuter le 19 juin 1312. Cette exécution embarrasse plusieurs barons modérés et suscite la colère d'Édouard II, qui rumine en silence sa vengeance contre son cousin.
Les tensions au sommet du royaume entre le roi et Lancastre se reflètent dans les querelles au sein des Marches galloises. Depuis la conquête du pays de Galles par Édouard Ier en 1282, les privilèges de ces seigneurs restent intacts et leur énergie, auparavant limitée aux combats contre les Gallois, s'immisce dans la politique du royaume. La mort en 1314 de Gilbert de Clare, 8e comte de Gloucester, conduit à la redistribution de ses vastes terres en Galles mais aussi en Irlande. L'importante seigneurie de Glamorgan est ainsi héritée en 1317 par le beau-frère du comte, Hugues le Despenser le Jeune. Ce dernier acquiert à partir de 1318 la confiance progressive du roi. Du fait de son comportement rapace et de sa position stratégique à la cour, Despenser étend ses domaines dans les Marches. Ses deux beaux-frères Roger Damory et Hugh Audley sont ainsi écartés des terres qui sont légalement censées leur revenir. Un autre conflit surgit au même moment près du château de Dryslwyn, qu'il vient de recevoir : une dispute frontalière éclate avec son voisin John Giffard, auparavant un loyal vassal d'Édouard, qui se retrouve désormais repoussé dans le camp des barons mécontents.
La situation dans les Marches s'exacerbe en 1320 au sujet du conflit d'héritage de Gower. Le seigneur de Gower, Guillaume de Briouze, qui n'a pas de descendant mâle, a auparavant décidé de léguer ses terres à son gendre John de Mowbray. Toutefois, les difficultés financières lui font envisager de vendre plutôt son domaine. Plusieurs barons des Marches manifestent leur intérêt à acquérir Gower dont Hugues le Despenser, Humphrey de Bohun, 4e comte de Hereford, ainsi que Roger Mortimer, 3e baron Mortimer de Wigmore. En apprenant ces négociations, Mowbray prend possession de Gower pour protéger ses droits. Hugues le Despenser demande à Édouard II de lui céder Gower en lieu et place du bénéficiaire. Le 26 octobre 1320, Édouard confisque Gower. Prétextant que le roi ne peut interdire à un seigneur des Marches d'hériter de terres, les barons des Marches se liguent autour de Mowbray, afin de contrer l'expansionnisme de Despenser dans les Marches. À leur tête se trouvent Roger Mortimer de Wigmore et son oncle Roger Mortimer de Chirk, Humphrey de Bohun, John Giffard et Hugh Audley. Ces barons quittent la cour en décembre 1320 et retournent dans leurs terres pour prendre des mesures drastiques contre Despenser.

## La rébellion des barons

### Tensions et campagne militaire dans le Glamorgan

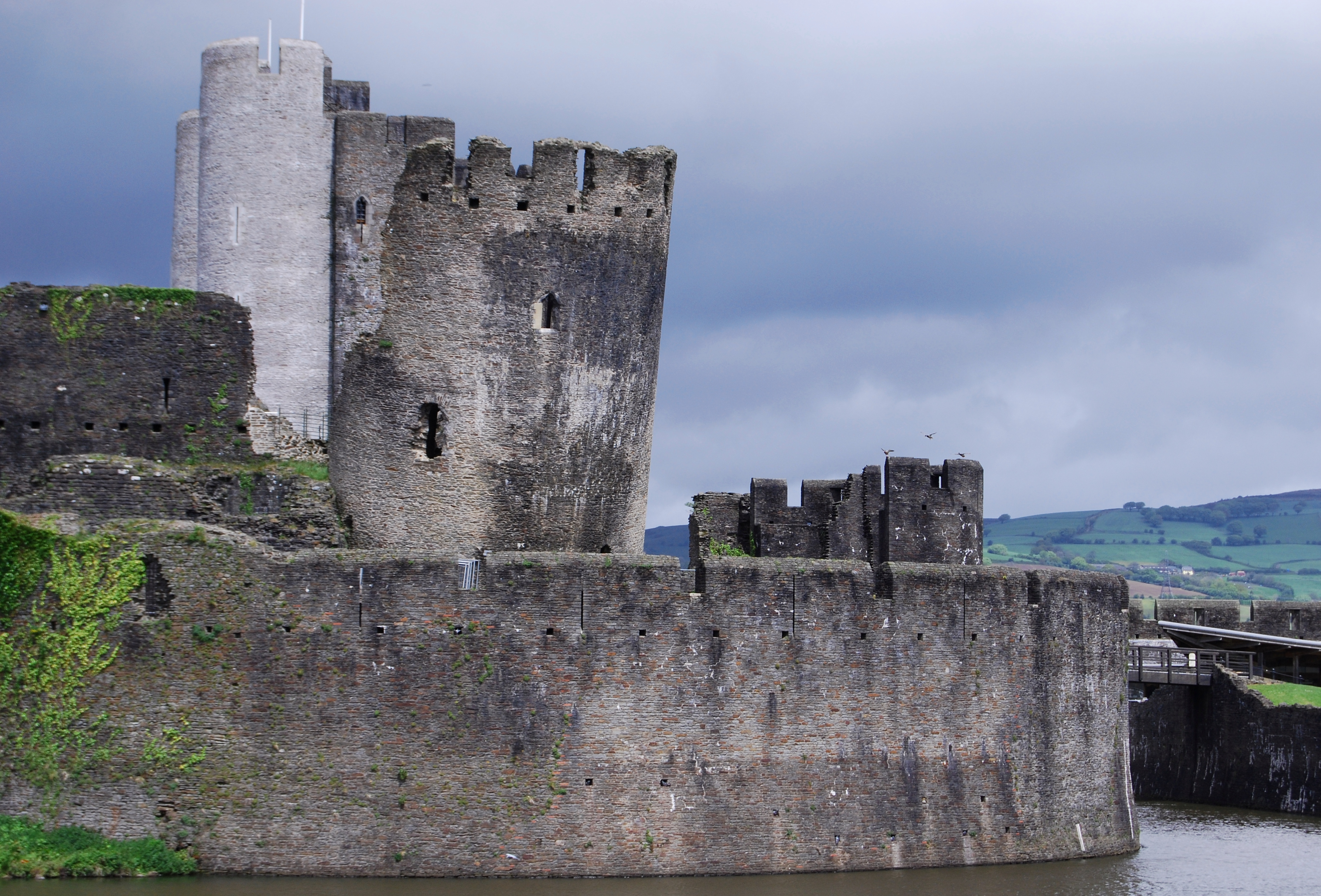
Le château de Caerphilly, l'une des propriétés de Despenser, saisi en mai 1321 par Roger Mortimer de Wigmore.

Apprenant que les barons se sont enfuis dans les Marches et préparent une possible attaque contre les terres de son favori, Édouard leur ordonne de se séparer et de ne pas attenter à la paix du royaume. Le 1er mars 1321, Édouard et Despenser se rendent à la frontière entre l'Angleterre et les Marches. Le 8 mars, le roi ordonne au justiciar des Marches Roger Mortimer de Chirk de mettre les principales forteresses en état d'alerte, bien que ce dernier soutienne officieusement les revendications des barons mécontents. En outre, Despenser ordonne à son représentant John Iweyn de défendre ses châteaux et d'exiger des otages gallois si des émeutes viennent à survenir dans ses domaines. En mars, le comte de Lancastre invite les rebelles des Marches à le rejoindre dans son bastion à Pontefract. Entretemps, le roi adresse une convocation aux seigneurs des Marches pour le 28 mars à Gloucester, mais aucun ne se présente. 
Par la suite, les événements s'intensifient. Lorsque Hugh Audley refuse de comparaître devant lui, le roi ordonne la saisie de ses biens le 9 avril. Le comte de Hereford refuse également de se présenter, avançant comme excuse la crainte pour sa sécurité si Despenser reste aux côtés du roi. Parallèlement, Hereford demande la convocation du Parlement afin qu'il puisse faire valoir ses droits concernant Gower contre Despenser. Il propose que, pendant ce délai, Despenser soit remis à la garde de Lancastre pour sa propre sécurité. Édouard accueille cette proposition avec un certain cynisme, car il se rappelle l'exécution de Gaveston par Lancastre en 1312. Le roi rétorque à Hereford que ce dernier avait consenti à la nomination de Despenser comme Lord chambellan en 1318 et refuse de renvoyer son favori. Le 16 avril, il annonce une réunion de son conseil à Oxford pour le 10 mai et quitte entretemps Gloucester pour Westminster. Les seigneurs des Marches ne croient plus désormais à une résolution pacifique du conflit. Le 1er mai, Édouard II apprend que l'attaque des barons est imminente.
Le 4 mai, la rébellion des barons éclate lorsque les possessions de Despenser commencent à être pillées. L'armée des rebelles comprend alors 800 hommes d'armes, 500 cavaliers légers et 10 000 hommes d'infanterie. Cette force très mobile entame une campagne éclair dans les terres du favori royal. Newport tombe le 8 mai après un siège de quatre jours. Le lendemain, Cardiff est aux mains des rebelles et le 13, Gower est repris par Mowbray. Caerphilly et d'autres forteresses appartenant à Despenser capitulent sans combats. Le représentant de Despenser, John Iweyn, est capturé à Neath et emmené à Swansea où il est exécuté le 28 mai sur ordre de John de Mowbray pour traîtrise, car il était auparavant au service de Guillaume de Briouze.

### Encerclement de Londres et exil des Despenser
Informé du succès de la campagne des barons des Marches, Lancastre décide le 24 mai de conclure une alliance avec ceux-ci. Le 28 juin, Lancastre rencontre les rebelles à Sherburn-in-Elmet. Les rebelles désignent Lancastre comme le chef des « Contrariants ». Lancastre échoue toutefois à fédérer les barons des Marches et les barons du nord de l'Angleterre. Néanmoins, il est rejoint par le Lord-intendant Bartholomew de Badlesmere. Pendant ce temps, le roi a convoqué le 15 mai à Westminster un Parlement pour le 15 juillet. Les rebelles marchent simultanément sur Londres. Sur leur route, les Contrariants pillent tous les biens appartenant à Despenser. Le 1er août, les Contrariants arrivent devant les portes de la capitale, qui refuse de les laisser pénétrer. Mortimer de Wigmore et Lancastre encerclent alors la ville et les tensions commencent à s'escalader : Despenser, depuis un navire sur la Tamise, menace les barons rebelles tandis que ceux-ci menacent de détruire les propriétés royales en dehors de la capitale si Édouard n'obtempère pas face à leurs demandes.
Les Contrariants demandent au roi de bannir Hugues le Despenser ainsi que son père. Comme ils n'ont aucun droit sur les terres de Despenser, ils demandent que celles-ci soient données à son beau-frère Roger Damory, qui les a rejoints. Le baron modéré Aymar de Valence, 2e comte de Pembroke, intervient afin de désamorcer la crise. Édouard II refusant toujours de négocier, Pembroke demande alors l'intervention de la reine Isabelle, qui va supplier à genoux son époux d'exiler les Despenser. Cette mise en scène permet au roi de ne pas perdre la face en acceptant une supplique. Le 14 août, Édouard proclame le bannissement des Despenser. Dès le 20 août, le Parlement accorde des lettres de pardons aux Contrariants. Pourtant, il devient évident qu'Édouard va s'arranger à la première occasion pour faire revenir ses favoris,. Le roi annonce aux Despenser lors des adieux qu'il leur fait à l'île de Thanet qu'il prépare secrètement sa contre-attaque contre les barons. Despenser l'Aîné trouve asile à Bordeaux, tandis que son fils commet des actes de piraterie dans la Manche. Entretemps, Édouard s'empresse de négocier le ralliement à sa cause des barons modérés hostiles au comte de Lancastre.

## La riposte royale
Batailles

### Le siège de Leeds
Édouard remarque avec satisfaction qu'une fois les Despenser exilés, l'alliance des Contrariants se fissure. Le 26 septembre, il demande à Bartholomew de Badlesmere de lui remettre le château de Tonbridge. Badlesmere refuse mais il se sait dans une position difficile car il est le seul Contrariant à être isolé dans le Kent. Il se rend alors auprès de ses alliés à Oxford. En effet, malgré un répit momentané, les tensions entre Édouard et ses barons subsistent et les deux camps mobilisent dangereusement de nouvelles troupes à travers tout le royaume. À ce moment-là, la reine Isabelle entreprend un pèlerinage à Canterbury, au cours duquel elle quitte la route traditionnelle pour s'arrêter au château de Leeds, une fortification gardée par Bartholomew de Badlesmere. Les historiens pensent que le pèlerinage était un acte délibéré d'Isabelle au nom d'Édouard afin de créer un casus belli,. Badlesmere est absent lorsque la reine se présente le 13 octobre devant Leeds, et c'est son épouse Marguerite de Clare qui est responsable de la forteresse. Celle-ci refuse catégoriquement de laisser pénétrer la reine dans le château. Des combats éclatent entre la garnison du château et les gardes d'Isabelle. Plusieurs membres de sa suite étant tués, la reine appelle son époux à l'aide.
Édouard II utilise cette agression contre la reine pour mobiliser ses soutiens. Il donne à son épouse le Grand sceau et le contrôle de la chancellerie pendant qu'il part assiéger Leeds. Le comte de Pembroke, qui a servi d'intermédiaire entre Lancastre et le roi en août, considère l'attaque contre la reine comme une insulte à l'autorité d'Édouard et le rallie ouvertement. Il est rejoint en ce sens par les comtes de Norfolk et de Kent — les demi-frères du roi — ainsi que par le comte de Richmond, cousin éloigné du roi qui a de solides liens avec la Bretagne. Très rapidement, le roi se retrouve, d'après les chroniqueurs, avec 30 000 hommes sous ses ordres — même si ce nombre est peut-être exagéré — pour assiéger Leeds. L'armée royale imposante arrive devant Leeds dès le 26 octobre. Pendant ce temps, Badlesmere demande à ses alliés à Oxford de lui fournir une armée pour aller briser le siège de Leeds. En raison d'un ressentiment personnel de Lancastre envers Badlesmere, les barons rebelles ne réagissent pas mais préfèrent négocier avec l'archevêque de Cantorbéry Walter Reynolds, qui vient parlementer au nom du roi. Leeds capitule le 31 octobre 1321 : le connétable Walter Culpeper et la garnison sont exécutés tandis que Marguerite de Badlesmere et ses enfants sont incarcérés à la Tour de Londres. À la demande du roi, l'archevêque Walter Reynolds convoque le 14 novembre un synode d'évêques à Canterbury pour le 1er décembre pour mettre fin à l'exil des Despenser. Seuls 5 des 17 évêques convoqués se présentent mais le bannissement des favoris est tout de même révoqué. La victoire de Leeds permet ainsi au roi Édouard de se retrouver désormais en position de force car il reçoit le soutien d'une partie du clergé et du baronnage.

### Soumission des Marches galloises

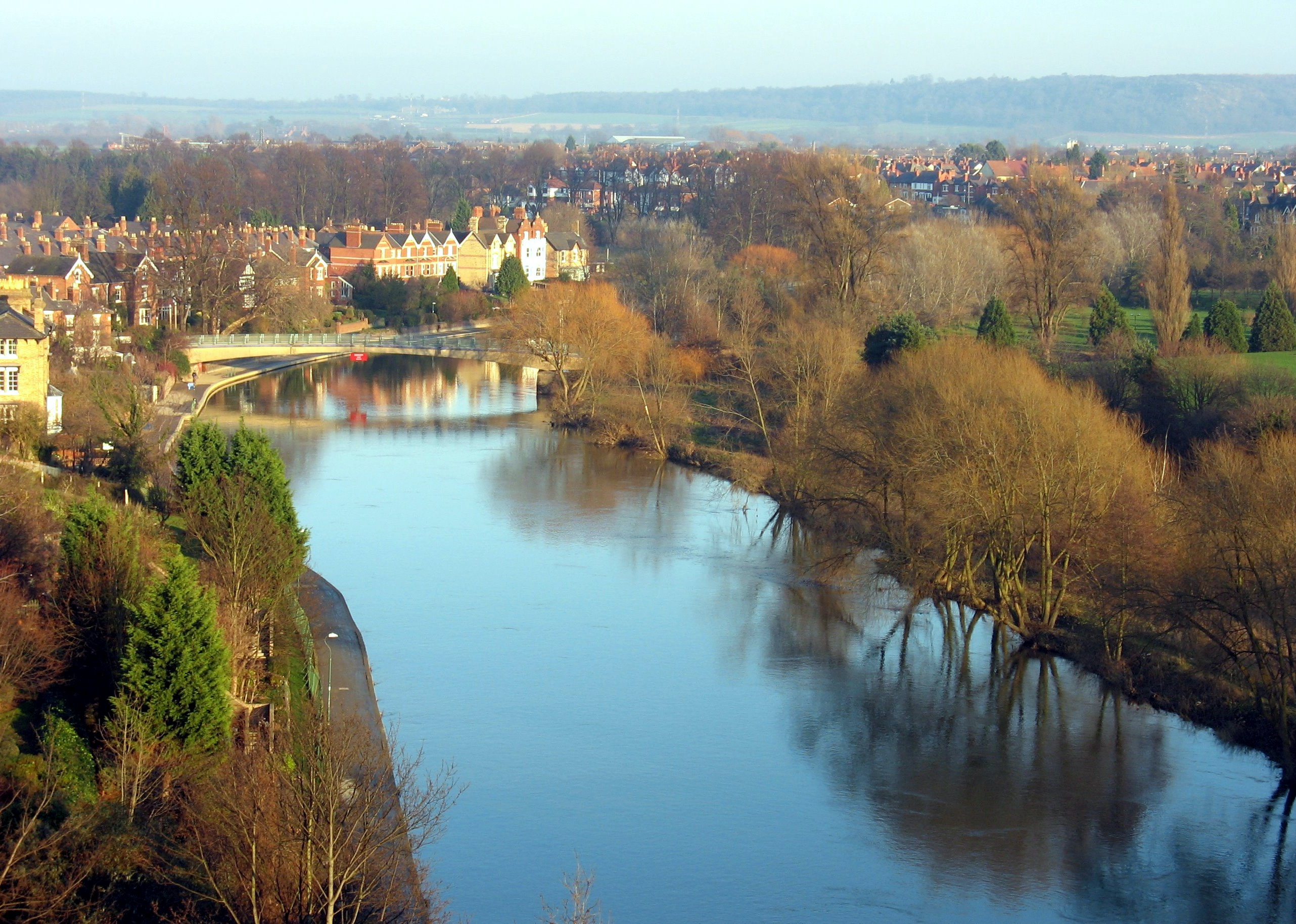
La Severn, où Édouard défait les seigneurs des Marches.

Alarmé par la situation dans le sud du royaume, Lancastre convoque en catastrophe les seigneurs des Marches le 29 novembre à Pontefract, bien qu'il ait initialement prévu de s'établir à Doncaster. Cependant, malgré leur volonté de s'opposer au roi, les Contrariants ne peuvent pas s'entendre sur une approche coordonnée. Ils décident seulement de publier une pétition dans laquelle ils accusent Despenser le Jeune de soutenir l'attaque du roi contre les pairs du royaume. Le roi ne se préoccupe pas encore de Lancastre et demande le 30 novembre à son armée de le rejoindre à Cirencester. Le 8 décembre, Édouard quitte Londres avec ses troupes personnelles, puis atteint Cirencester le 25 décembre et Worcester le 31. Les seigneurs des Marches bloquent les passages de la rivière Severn. Comme les crues de la rivière la rendent infranchissable, le roi change de direction et part vers le nord en longeant la rive est de la Severn. Pendant ce temps, les rebelles s'emparent du pont de Bridgnorth et le détruisent afin que le roi ne puisse s'en servir.
Au même moment, les agents royaux réussissent à persuader plusieurs seigneurs gallois d'attaquer les possessions des Mortimer et des autres seigneurs des Marches. Gruffydd Llwyd attaque les possessions de Mortimer de Wigmore et du comte de Hereford au pays de Galles, pendant que son neveu Rhys ap Gruffydd envahit Gower et le sud du pays de Galles. Le 14 janvier 1322, le roi arrive à Shrewsbury, où il peut enfin traverser la Severn. Se retrouvant dans une situation désespérée après avoir brûlé Bridgnorth, Mortimer de Wigmore, accompagné de son oncle Mortimer de Chirk, se rend le 22 janvier contre la promesse d'avoir la vie sauve. Ils sont tous deux immédiatement incarcérés à la Tour de Londres. Édouard ne cherche pas à s'embarrasser à reconquérir les Marches galloises une fois que son plus solide adversaire local a capitulé et fait demi-tour le 24 janvier. Le 6 février, il atteint Gloucester où d'autres barons des Marches qui jugent le combat inutile viennent se rendre. Maurice de Berkeley et Hugh Audley l'Aîné se soumettent et sont emprisonnés au château de Wallingford. Cependant, le comte de Hereford, suivi par Hugh Audley le Jeune et Roger Damory, s'est enfui vers le nord pour y rejoindre le comte de Lancastre.

### Campagne contre Lancastre

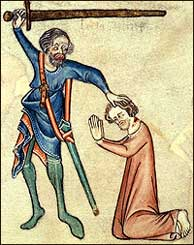
L'exécution du comte de Lancastre.

Après avoir brisé la résistance des Marches, Édouard II convoque ses troupes à Coventry pour le 5 mars. Le 18 février, Édouard quitte Gloucester pour Coventry, qu'il atteint le 27. Au début du mois de mars, une partie de l'armée royale commandée par les comtes de Kent et de Surrey part à la poursuite des partisans de Lancastre. Pendant ce temps, le roi s'empare sans grande opposition le 1er mars du château de Kenilworth, qui appartient au comte de Lancastre. Le 2 mars, le roi retrouve à Lichfield les Despenser. Au même moment, Lancastre rassemble son armée à Doncaster et se dirige contre le roi. À Burton-upon-Trent, il essaie de freiner les troupes royales et verrouille les ponts de la Trent. Le 10 mars, l'armée royale parvient enfin à franchir la rivière après un long combat. Le lendemain, elle s'empare de Tutbury, où Roger Damory est capturé et succombe peu après à ses blessures, et est rejointe par 500 hommes levés par Robert de Holland, un allié du comte de Lancastre qui a fait défection à Burton Bridge. À Tutbury, Édouard proclame son cousin traître et offre une forte récompense pour sa capture.
Lancastre, craignant d'être pris au piège, se retire en précipitation à Pontefract, où il souhaite initialement se retrancher. Les autres rebelles, dont le comte de Hereford et Roger de Clifford, le persuadent de s'enfuir plus au nord encore. Ils décident finalement de rejoindre le château de Dunstanburgh. Informé de cette situation, Édouard II ordonne à Andrew Harclay, connétable de Carlisle, de couper la route de l'Écosse à Lancastre, qui cherche à obtenir le soutien militaire de Robert Bruce afin de renforcer ses maigres effectifs. Harclay intercepte le 16 mars à Boroughbridge Lancastre et ses alliés. Durant la bataille qui s'ensuit, les forces rebelles sont écrasées par Harclay. Le comte de Hereford est tué, tandis que Lancastre et ses alliés sont capturés le lendemain de la bataille. Lancastre est emmené à Pontefract où il est exécuté pour haute trahison le 22 mars après un simulacre de procès : lui sont notamment reprochées sa correspondance secrète avec l'Écosse et l'exécution illégale de Gaveston en 1312. La vengeance du roi ne se limite pas qu'à lui : Roger de Clifford et John de Mowbray sont pendus à York le 23 mars. De son côté, Badlesmere tente de s'enfuir mais est capturé par Donald de Mar et exécuté à Canterbury le 14 avril. Enfin, John Giffard est transféré à Gloucester où il est exécuté le 6 mai suivant. Quant à Hugh Audley le Jeune, il n'échappe à l'exécution que grâce à l'intercession de son épouse Marguerite de Clare, qui est la nièce d'Édouard, et est envoyé rejoindre son père et un grand nombre de seigneurs des Marches galloises en prison à Wallingford.

## Conséquences

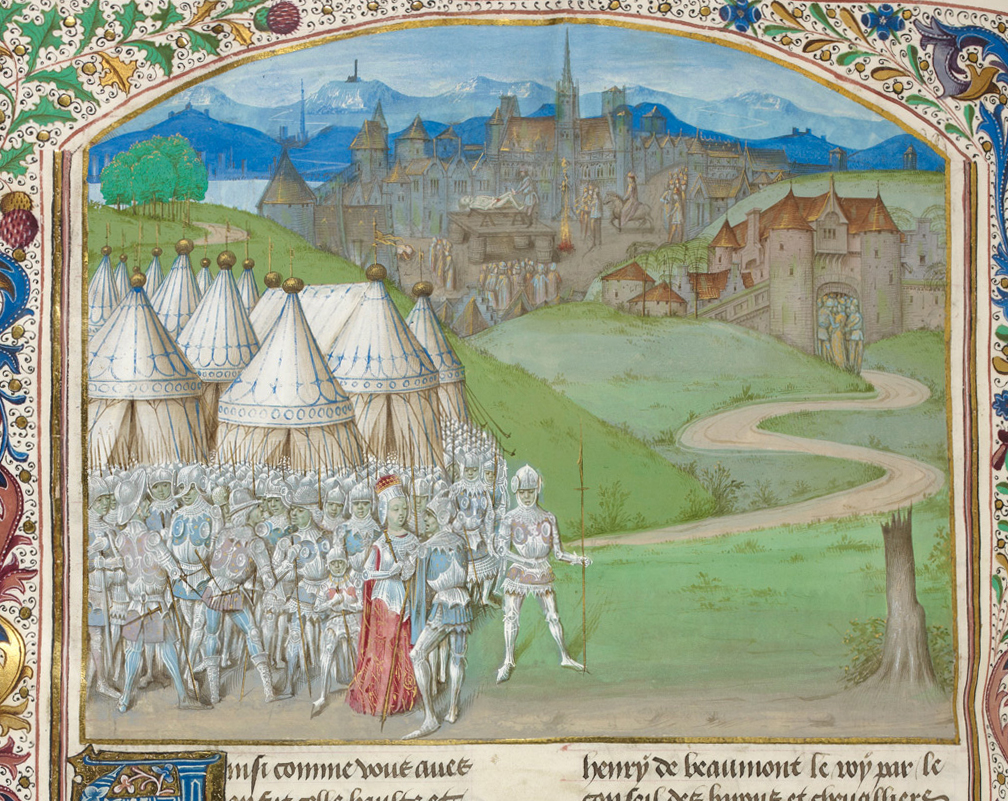
Illustration d'un manuscrit du XVe siècle montrant la reine Isabelle accompagnée de Roger Mortimer. L'exécution de Hugues le Despenser le Jeune est représentée à l'arrière-plan.

La guerre des Despenser conduit à un changement total sur la scène politique de l'Angleterre. En effet, l'opposition au roi et à ses favoris est désormais complètement éliminée et la victoire d'Édouard lui permet de révoquer les Ordonnances de 1311 lors d'un Parlement tenu à York en mai 1322. Le roi récompense les Despenser pour leur loyauté en leur accordant les terres confisquées aux Contrariants exécutés ou emprisonnés. La dernière phase du règne d'Édouard devient ainsi incroyablement tyrannique. 
Toutefois, certains Contrariants restent actifs et continuent à piller les terres des Despenser. En août 1323, Roger Mortimer de Wigmore s'évade de la Tour de Londres et s'enfuit en France. Il y est rejoint en 1325 par la reine Isabelle, officiellement envoyée pour des pourparlers de paix concernant la Gascogne, mais en réalité venue chercher refuge auprès de son frère Charles IV car elle est désormais humiliée par le roi et les Despenser. Rejoints par plusieurs partisans, Isabelle et Mortimer se rendent en Hainaut pour obtenir une aide militaire et financière. En septembre 1326, ils débarquent en Angleterre. Leurs troupes ne s'élèvent qu'à 1 500 hommes initialement, mais ils sont rejoints par des membres importants de la noblesse et du clergé. Capturés, les deux Despenser sont condamnés à mort pour leurs nombreux outrages et exécutés. Édouard II est quant à lui contraint d'abdiquer en janvier 1327 en faveur de son fils aîné, qui est couronné sous le nom d'Édouard III. Celui-ci n'a que 14 ans et demeure considérablement influençable par Isabelle et Mortimer. L'ancien roi meurt en captivité au château de Berkeley en septembre de la même année, sans doute assassiné sur ordre des régents pour empêcher qu'il ne soit restauré sur le trône par leurs adversaires politiques.